# Gaston Bergery
Gaston Bergery (París, 22 de noviembre de 1892-París, 10 de febrero de 1974) fue un político y abogado francés.

## Biografía
Nació en París el 22 de noviembre de 1892.
Bergery, que fue elegido diputado radical por Mantes en 1928, presentaba inicialmente una ideología pacifista y europeísta; Philippe Burrin destaca el escaso interés de Bergery en política nacional antes de 1932. En 1933 abandonó el Partido Radical y fundó el Frente Común contra el Fascismo (Front commun contre le fascisme), que en 1934 se trasformó tras fusión en el Front social. Gaston Bergery, fue señalado por Burrin junto a Marcel Déat y Jacques Doriot como uno de los políticos franceses de diferentes ubicaciones ideológicas dentro de la izquierda que experimentaron una «deriva fascista» en el periodo de entreguerras: El movimiento que fundó Bergery, el «Frontismo», sufrió una derechización hacia posturas fascistizantes. Fue también el fundador de una publicación de tipo político, La Fléche.
Fue el redactor de la llamada «declaración Bergery», firmada el 7 de julio de 1940 y presentada en la Asamblea Nacional el 10 de julio, que demandaba la instauración de un nuevo orden autoritario, proclive a la colaboración con la Alemania nazi. Durante el gobierno de Vichy, participó como colaboracionista y Pétain le destinó como embajador a la Unión Soviética (1941) y a Turquía (1942). Juzgado en 1949, falleció en su ciudad natal el 10 de febrero de 1974.